# Чурилов, Леонид Дмитриевич
Леонид Дмитриевич Чурилов (1907—1993) — Герой Советского Союза (6.04.1945). Генерал-майор танковых войск (8.08.1955).
На фронтах в Великую Отечественную войну с июля 1943 года. Воевал на Брянском и 1-м Украинском фронтах. Участвовал в боях на Орловско-Курской дуге, в освобождении городов Карачев, Почеп, Унеча, в Поскуровско-Черновицкой операции, в Львовско-Сандомирской операции, в освобождении Львова, в боях на реке Сан и Сандомирском плацдарме в Висло-Одерской операции, в форсировании Одера, в битве за Берлин. Командир 17-й гвардейской механизированная Петроковской Краснознамённой ордена Суворова бригады 6-го гвардейского Львовского механизированного корпуса 4-й гвардейской танковой армии 1-го Украинского фронта. гвардии подполковник.

## Биография

### Ранние годы
Родился 30 мая 1907 года в городе Купянск ныне Харьковской области. Школьные и юношеские годы провёл на Белгородщине. В Белгороде он окончил 7 классов, а затем работал секретарём Нечаевского сельского Совета Прохоровского района. Работал угольщиком на железной дороге.

### На службе в армии
В 1926 году по путёвке Курского губкома комсомола активного комсомольского работника отправляют на учёбу в Объединённую военную школу имени ВЦИК.
В числе лучших курсантов он нёс почётную вахту на посту № 1 у мавзолея В. И. Ленина. Когда подошла пора сдачи выпускных экзаменов, Л. Чурилов весьма успешно отчитался перед Родиной. Его оставляют при школе командиром пулемётного взвода учебного батальона в Кремле, а затем назначают командиром танковой роты. В 1931 году коммунисты принимают его в свои ряды.
В 1939 году окончил Военную академию имени М. В. Фрунзе. С июля 1941 года командовал запасным танковым полком в Уральском военном округе.
В 1939—1942 годах Леонид Дмитриевич находился в зарубежной спецкомандировке, в 1942 году он возвратился на Родину. Несколько месяцев учёбы на академических курсах Военной академии бронетанковых войск — и офицер Чурилов отправляется на фронт.

### На фронтах в годы Великий Отечественной войны
Служил в составе 7-го механизированного корпуса.
С апреля 1943 года в штабе 6-го гвардейского Львовского механизированного корпуса 4-й танковой армии. Сражался с фашистскими захватчиками на Курской дуге.
Весной 1944 года 17-я гвардейская механизированная бригада, командиром штаба которой был Л. Д. Чурилов, отличилась в боях по освобождению от гитлеровцев старинного украинского города Львова.
За успешное проведение наступательной операции на Боевом Знамени бригады засверкал орден Суворова II степени. В ноябре 1944 года подполковник Л. Д. Чурилов стал командиром этой бригады.
Командир 17-й гвардейской механизированной бригады 6-го гвардейского механизированного корпуса гвардии подполковник Чурилов отличился в январе 1945 года. Войдя в прорыв с Сандомирского плацдарма на реке Висла, его бригада прошла с боями свыше 400 километров, вышла к Одеру в районе населённого пункта Кёбен (Köben), ныне  Хобеня (пол. Chobienia), Польша, и 25 января 1945 года с ходу форсировала реку. Захватив плацдарм на её левом берегу, бригада удержала его до подхода главных сил.
За весь наступательный период боёв бригадой нанесён противнику следующий урон: уничтожено свыше 2400 солдат и офицеров, 74 танка, 40 бронетранспортёров, 7 самоходных установок, 55 орудий разных калибров, 208 автомашин, 13 минометов, 120 повозок с военными грузами, 11 складов и потоплен пароход противника. Захвачено 1270 пленных, 8 танков, 13 бронетранспортёров, 2 самоходные установки, 17 орудий, 260 автомашин, 60 повозок с военными грузами, 10 складов разных.
6 апреля 1945 года за образцовое выполнение боевых заданий командования и проявленные при этом мужество и героизм гвардии подполковнику Чурилову Леониду Дмитриевичу присвоено звание Героя Советского Союза с вручением ордена Ленина и медали «Золотая Звезда».

### После войны
После войны продолжал службу.

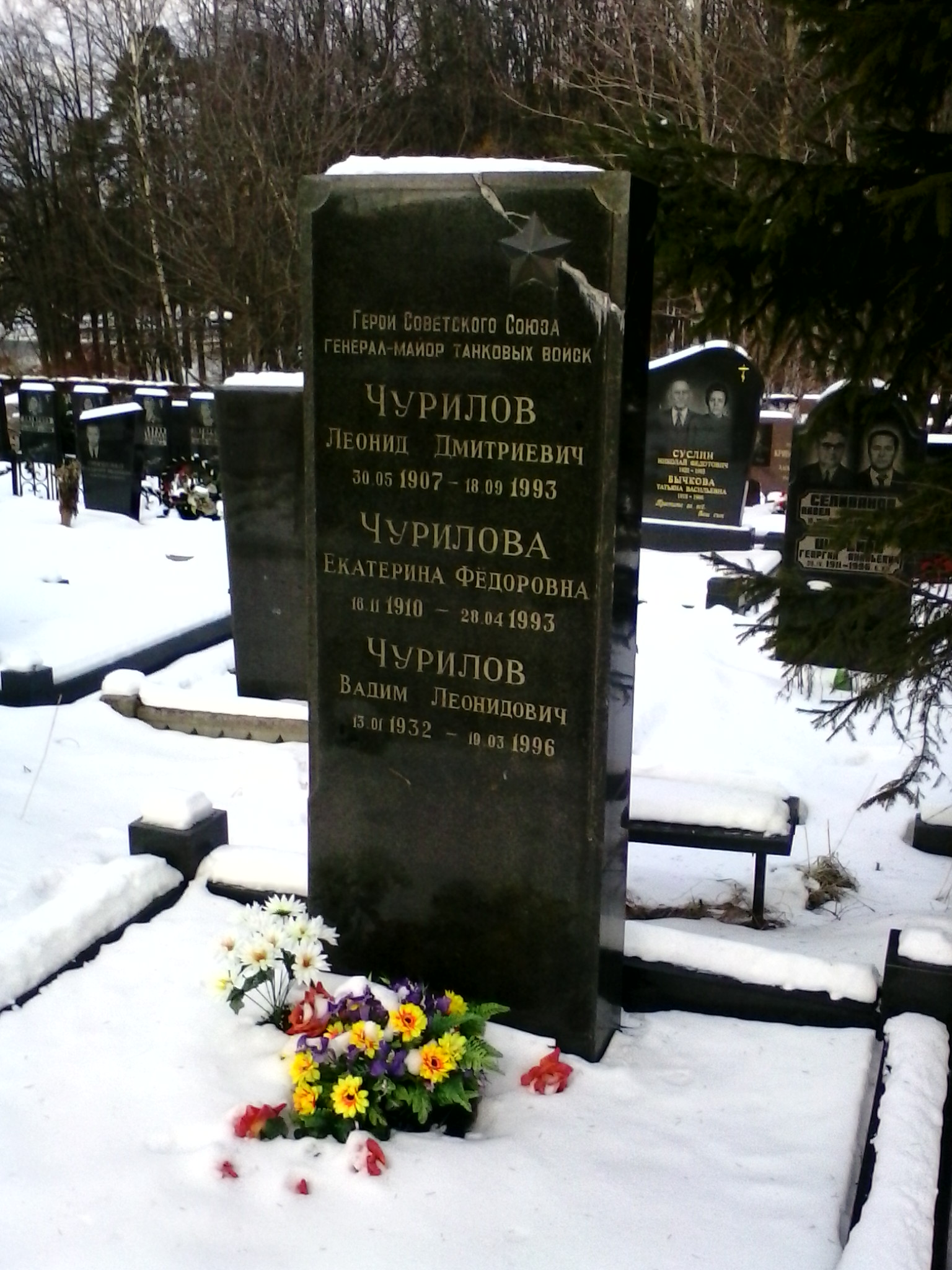
Могила Чурилова на Троекуровском кладбище Москвы

С марта 1947 года его назначают начальником оперативного отдела штаба 4-й гвардейской танковой армии.
С ноября 1949 года по декабрь 1951 года он учится в Высшей военной академии имени К. Е. Ворошилова.
С декабря 1951 года по сентябрь 1956 года работает старшим преподавателем кафедры бронетанковых и механизированных войск в Высшей военной академии имени К. Е. Ворошилова (с 1958 года — Военная академия Генерального штаба Вооружённых Сил СССР), в 1956—1959 годах — старший преподаватель кафедры тактики этой академии.
В ноябре 1959 года по состоянию здоровья Леонид Дмитриевич был уволен в запас.

### В отставке
С 1959 года генерал-майор Чурилов — в отставке. Жил в Москве.
Умер 18 сентября 1993 года от фронтовых ран.

## Награды
- Медаль «Золотая Звезда»[2];
- орден Ленина;
- два ордена Красного Знамени[3];
- орден Отечественной войны I степени;
- орден Красной Звезды;
- медаль «За боевые заслуги»;
- медаль «В ознаменование 100-летия со дня рождения Владимира Ильича Ленина»;
- медаль «За победу над Германией в Великой Отечественной войне 1941—1945 гг.» (9 июня 1945[4]);
- юбилейная медаль «Двадцать лет Победы в Великой Отечественной войне 1941—1945 гг.» (7 мая 1965[5]);
- юбилейная медаль «Тридцать лет Победы в Великой Отечественной войне 1941—1945 гг.»[6];
- медаль «Сорок лет Победы в Великой Отечественной войне 1941-1945 гг.»[7];
- медаль «За взятие Берлина»;
- медаль «За освобождение Праги»;
- медаль «Ветеран Вооружённых Сил СССР»;
- медаль «30 лет Советской Армии и Флота».[8];
- юбилейная медаль «40 лет Вооружённых Сил СССР»[9];
- юбилейная медаль «50 лет Вооружённых Сил СССР» (26 декабря 1967[10]);
- юбилейная медаль «60 лет Вооружённых Сил СССР» (28 января 1978[11]);
- юбилейная медаль «70 лет Вооружённых Сил СССР» (28 января 1988[12]);
- медаль «За безупречную службу» I степени.

## Память
- Имя Героя высечено золотыми буквами в зале Славы Центрального музея Великой Отечественной войны в Парке Победы города Москвы.